# Berling
Berling (deutsch Berlingen) ist eine französische Gemeinde mit 295 Einwohnern (Stand 1. Januar 2022) im Département Moselle in der Region Grand Est (bis 2015 Lothringen). Sie gehört zum Arrondissement Sarrebourg-Château-Salins und zum Kanton Phalsbourg.

## Geografie
Berling (Moselle) liegt etwa 16 Kilometer nordöstlich von Sarrebourg auf einer Höhe zwischen 220 und 308 m über dem Meeresspiegel. Das Gemeindegebiet umfasst 3,15 km².

## Geschichte
Der Ort wurde 830 erstmals als Bercilinga erwähnt und gehörte ab 1661 zu Frankreich, wurde dann durch den Frieden von Frankfurt 1871 wieder deutsch und nach dem Ersten Weltkrieg wieder französisch. Auch in der Zeit des Zweiten Weltkriegs war die Region wieder unter deutscher Verwaltung.

### Bevölkerungsentwicklung
| Jahr      | 1962 | 1968 | 1975 | 1982 | 1990 | 1999 | 2007 | 2019 |
| Einwohner | 240  | 215  | 238  | 246  | 243  | 249  | 290  | 315  |